# Campeonato Mundial de Ginástica Artística de 2010 - Barras paralelas masculino
A competição das barras paralelas masculino do Campeonato Mundial de Ginástica Artística de 2010 teve sua final disputada no dia 24 de outubro. A qualificatória que definiu os ginastas finalistas foi disputada em 18 e 19 de outubro.

## Medalhistas
| Ouro   | CHN Feng Zhe       |
| Prata  | CHN Teng Haibin    |
| Bronze | JPN Kohei Uchimura |

## Resultados

### Qualificatória
Esses são os resultados da qualificatória.
| Pos. | Ginasta              | Total  | Nota |
| ---- | -------------------- | ------ | ---- |
| 1    | CHN Feng Zhe         | 15,866 | Q    |
| 2    | CHN Teng Haibin      | 15,633 | Q    |
| 3    | CHN Zhang Chenglong  | 15,466 |      |
| 4    | GER Fabian Hambüchen | 15,433 | Q    |
| 5    | JPN Koji Uematsu     | 15,400 | Q    |
| 6    | POL Adam Kierzkowski | 15,366 | Q    |
| 7    | JPN Kohei Uchimura   | 15,366 | Q    |
| 8    | SVK Samuel Piasecky  | 15,366 | Q    |
| 9    | KAZ Ildar Valeiev    | 15,366 | Q    |
| 10   | CHN Lu Bo            | 15,341 |      |
| 11   | NED Epke Zonderland  | 15,333 | R    |
| 12   | GER Philipp Boy      | 15,258 | R    |
| 13   | SUI Claudio Capelli  | 15,241 | R    |

- Q - qualificado para a final
- R - reserva

### Final
Esses são os resultados da final.
| Pos. | Ginasta              | Nota D | Nota E | Pen. | Total  |
| ---- | -------------------- | ------ | ------ | ---- | ------ |
|      | CHN Feng Zhe         | 6,700  | 9,266  |      | 15,966 |
|      | CHN Teng Haibin      | 6,400  | 9,216  |      | 15,616 |
|      | JPN Kohei Uchimura   | 6,400  | 9,100  |      | 15,500 |
| 4    | GER Fabian Hambüchen | 6,300  | 9,066  |      | 15,366 |
| 5    | JPN Koji Uematsu     | 6,500  | 8,733  |      | 15,233 |
| 6    | POL Adam Kierzkowski | 6,000  | 9,200  |      | 15,200 |
| 7    | KAZ Ildar Valeiev    | 6,900  | 8,283  |      | 15,183 |
| 8    | SVK Samuel Piasecky  | 6,300  | 8,866  |      | 15,166 |